# اوزیان
اوزیان (انگلیسی: Uzyan) یک شهرک در شهرستان بلورتسکی استان باشقیرستان کشور روسیه است.